# Partizan Tirana
Partizan Tirana is een Albanese voetbalclub uit de hoofdstad Tirana.

## Geschiedenis
De club werd na de Tweede Wereldoorlog in 1946 opgericht door het Albanese leger en werd daardoor gecontroleerd tot begin jaren 90. De traditionele rivalen van de club zijn Dinamo Tirana en 17 Nëntori (het huidige SK Tirana). De club won regelmatig een titel en vergaarde er vijftien in totaal. Partizan was ook de eerste Albanese club die deelnam aan de Europacup I.
Na de val van het communisme was het de eerste Albanese club die geprivatiseerd werd, al liep dat niet goed af voor de club. Er doken financiële problemen op en in 2000 degradeerde de club voor het eerst in zijn bestaan. In 2013 keerde de club terug op het hoogste niveau. In 2019 werd de club op overtuigende wijze landskampioen met 11 punten voorsprong op nummer twee FK Kukësi.

## Supporters
Partizan Tirana behoort tot een van de populairste clubs van Albanië samen met Skënderbeu Korçë, Vllaznia Shkodër en KF Tirana. De sfeergroep Ultras Guerrils, opgericht in 2008, zorgt voor de sfeer tijdens de thuiswedstrijden. 
De grootste rivaal van Partizan Tirana is stadgenoot KF Tirana. De rivaliteit heeft een politieke lading, zo zijn de supporters van KF Tirana uitgesproken rechts, terwijl aan de andere kant Partizan Tirana een club is die werd opgericht vanuit het communisme.

## Stadion
Partizan Tirana speelde haar thuiswedstrijden in het inmiddels gesloopte Qemal Stafa Stadion, na de opening van het moderne Air Albania Stadion in 2019, werkte het haar wedstrijden hier af tot de opening van het Kompleksi Partizani in 2022.

## Erelijst
- Landskampioen

1947, 1948, 1949, 1954, 1957, 1958, 1959, 1961, 1963, 1964, 1971, 1979, 1981, 1987, 1993, 2019, 2023
- Bekerwinnaar

1948, 1949, 1957, 1958, 1961, 1964, 1966, 1968, 1970, 1973, 1980, 1991, 1993, 1997, 2004
- Supercup

2004, 2019
- Balkan Cup

1970

## Kampioensteams
- 1947 — Abdulla Stermasi, Ramazan Njala, Besim Fagu, Medo Cuciqi, Sulejman Vathi, Xhavit Demneri, Hivzi Sakiqi, Isuf Pelingu, Tafil Baci, Lutfi Hoxha, Osman Pengili, Hamdi Tafmizi, Zihni Gjinali, Zef Gavoci, Eqrem Dauti, Zyber Lisi, Hamdi Bakalli en Alush Merhori. Trainer-coach: Sllave Llambi.

- 1948 — Alfred Bonati, Muhaet Dibra, Xhevdet Shaqiri, Rexhep Lacej, Sllave Llambi, Hivzi Sakiqi, Besim Fagu, Bimo Fakja, Zyber Lisi, Aristidh Parapani, Zihni Gjinali, Vasif Bicaku, Hamdi Bakalli en Alush Merhori. Trainer-coach: Sllave Llambi.

- 1949 — Alfred Bonati, Besim Fagu, RexhepLacej, Xhevdet Shaqiri, Shefki Keci, Hivzi Sakiqi, Sllave Llambi, Bajram Kurani, Sami Emiri, Aristidh Parapani, Alush  Merhori, Loro Borici, Zihni Gjinali, Vasif Bicaku en Kosta Koca. Trainer-coach: Sllave Llambi.

- 1954 — Loro Borici, Besim Fagu, Rexhep Spahiu, Refik Resmja, Aristidh Parapani, Simon Deda, Sulejman Maliqati, Rexhep Lacej, Gani Merja, Roza Haxhiu, Fatbardh Deliallisi, Fadil Vogli, Simon Deda en Haxhi Arbana. Trainer-coach: Myslym Alla.

- 1957 — Sulejman Maliqati, Fatbardh Deliallisi, Besim Fagu, Mico Papadhopulli,  Tafil Baci, Gani Merja, Kolec Kraja, Mico Ndini, Roza Haxhiu, Refik Resmja, Simon Deda, Lin Shllaku, Nexhmedin Caushi, Shefqet Topi, Muharrem Karranxha, Nuri Bylyku, Fadil Vogli, Robert Jashari. Trainer-coach: Rexhep Spahiu.

- 1958 — Sulejman Maliqati, Mico Papadhopulli, Besim Fagu, Fatbardh Deliallisi, Mico Ndini, Gani Merja, Nexhmedin Caushi, Roza Haxhiu, Refik Resmja, Kolec Kraja, Simon Deda, V File, Fadil Vogli, Nikolle Bespalla, Robert Jashari, Lin Shllaku, Tomorr Shehu. Trainer-coach: Rexhep Spahiu.

- 1959 — Sulejman Maliqati, Fatbardh Deliallisi, Besim Fagu, Mico Papadhopulli, Mico Ndini, Gani Merja, Kolec Kraja, Robet Jashari, Lin Shllaku, Refik  Resmja, Tomorr Shehu, Iljaz Dingu, Nexhmedin Caushi, Roza Haxhiu, Simon Deda, Anastas Mitrushi, Pavllo Bukoviku, Nikolle Bespalla, Sotir Seferaj, Z Kercini, Z Shehu, Sefedin Braho. Trainer-coach: Rexhep Spahiu.

- 1961 — Sulejman Maliqati, Robert Jashari, Kolec Kraja, Lin Shllaku, Tomorr Shehu, Gani Merja, Mico Ndini, Iljaz Dingu, Simon Deda, Pavllo Bukoviku, Panajot Pano, Osman Mema, Mico Papadhopulli, Refik Resmja, Sotir Seferaj, Jonuz Teli, Fatbardh Deliallisi. Trainer-coach: Rexhep Spahiu.

- 1963 — Sulejman Maliqati, Mikel Janku, Fatbardh Deliallisi, Famir Frasheri, Mico Papadhopulli, Mico Ndini, Kolec Kraja, Panajot Pano, Refik Resmja, Robert Jashari, Iljaz Dingu, Osman Mema, Tomorr Shehu, Vaso Konomi, Gani Merja, Pavllo Bukoviku, Qamil Alluni, Lin Shllaku, Luigj Bytyci en Kristaq Gogoni. Trainer-coach: Loro Borici.

- 1964 — Sulejman Maliqati, Mikel Janku, Fatbardh Deliallisi, Mico Papadhopulli, Fatmir Frasheri, Teodor Vaso, Osman Mema, Iljaz Dingu, Lin Shllaku, Kolec Kraja, Tomorr Shehu, Mexhit Haxhiu, Panajot Pano, Mico Ndini, Refik Resmja, Robert Jashari, Gani Merja, Pavllo Bukoviku, Qamil Halluni, Foto Andoni, Petraq Sinjari en Andon Zaho. Trainer-coach: Loro Borici.

- 1971 — Safet Berisha, Astrit Ziu, Lin Shllaku, Panajot Pano, Sabah Bizi, Agim Janku, Suvorov Seferi, Pellumb Shaqiri, Gjergji Thaka, Bujar Cani, Dhori Kalluci, Bashkim Muhedini, Sokol Gjeci, Uran Xhafa, Kujtim Dalipi, Sefedin Braho, Vladimir Balluku, Shandro, Fatbardh Keno, Mithat Shehu, Sotir Seferaj en Neptun Bajko. Trainer-coach: Loro Borici.

- 1979 — Safet Berisha, Perlat Musta, Artur Lekbello, Kastriot Hysi, Valter Mece,  Alqi Gjini, Ferid Rragami, Agim Janku, Aleko Londo, Ilir Lame, Hasan Lika, Arian Ahmetaj, Agim Murati, Feim Breca, Sulejman Starova, Bujar Hado, Sokol Prifti, Muharrem Karriqi, Musa Fagu, Ilir Bushati. Trainer-coach: Bejkush Birce.

- 1981 — Safet Berisha, Perlat Musta, Kastriot Hysi, Arjan Ahmetaj, Sulejman Starova, Bujar Hado, Ilir Lame, Feim Breca, Haxhi Ballgjini, Musa Fagu, Genc Tomori, Kristaq Eksarko, Agim Murati, Hasan Lika, Alqi Gjini, Valter Mece, Gezim Mance, Ferid Rragami, Kristaq Ciko. Trainer-coach: Bejkush Birce.

- 1987 — Perlat Musta, Arjan Hametaj, Adnan Ocelli, Besnik Bilali, Skender Gega, Astrit Ramadani, Niko Frasheri, Ledio Pano, Ylli Shehu, Ilir Lame, Genc Tomori, Roland Agalliu, Lefter Millo, Edmond Alite, Alfons Muca, Eduart Kacaci, Fatmir Hasanpapa, Shkelqim Fana, Eqerem Memushi, Lorenc Leskaj, Sokol Kushta, S Balla en Izmir Ndreu. Trainer-coach: Neptun Bajko.

- 1993 — Klodian Papa, Shahin Berberi, Adnan Ocelli, Afrim Myftari, Ilir Shulku, Artan Bano, Alfons Muca, Sokol Meta, Altin Satka, Ardian Zhenga, Alban Tafaj, Andon Nikolla, Fabian Ziu, Edmond Dosti, Nikolin Coclli, Dritan Hoxha, Gert Jashari, Erjon Kasmi, Amarildo Zela, Denis Ndoci, Ardian Zhupa, Avenir Dani, Marko Pelinxhi, Ylli Shehu, Gent Lici, Ardian Aliaj en Edvin Kumaj. Trainer-coach: Sulejman Starova.

## Partizan Tirana in Europa
Partizan Tirana speelt sinds 1962 in diverse Europese competities. Hieronder staan de competities en in welke seizoenen de club deelnam:
- Champions League (4x)

1993/94, 2016/17, 2019/20, 2023/24
- Europacup I (7x)

1962/63, 1963/64, 1964/65, 1971/72, 1979/80, 1981/82, 1987/88
- Europa League (5x)

-2015/16, 2016/17, 2017/18, 2018/19, 2019/20
- Conference League (5x)

2021/22, 2022/23, 2023/24, 2024/25, 2025/26
- Europacup II (4x)

1968/69, 1970/71, 1980/81, 1991/92
- UEFA Cup (5x)

1990/91, 1995/96, 2002/03, 2004/05, 2008/09
- Intertoto Cup (2x)

2003, 2006
Bijzonderheden Europese competities:
| Bijzonderheid                 | Datum      | Tegenstander        | Uitslag | Plaats    | Naam        | Aantal |
| ----------------------------- | ---------- | ------------------- | ------- | --------- | ----------- | ------ |
| Hoogste overwinning           | 08-07-2021 | FC Sfîntul Gheorghe | 5-2     | Tirana    |             |        |
| Hoogste nederlaag             | 16-09-1987 | Benfica             | 0-4     | Lissabon  |             |        |
| Hoogste nederlaag             | 22-08-1995 | Fenerbahçe SK       | 0-4     | Lissabon  |             |        |
| Hoogste nederlaag             | 18-08-2016 | FK Krasnodar        | 0-4     | Krasnodar |             |        |
| Speler met meeste wedstrijden | 29-07-2021 |                     |         |           | Alban Hoxha | 21     |
| Speler met meeste doelpunten  | 17-8-2023  |                     |         |           | Tedi Cera   | 9      |

UEFA Club Ranking: 215 (02-06-2024)